# Postřižiny
Postřižiny és una comèdia txecoslovaca de 1980 dirigida pel cineasta Jiří Menzel. Està basada en la novel·la homònima de l'escriptor txec Bohumil Hrabal. Va formar part de la secció de competició de la 38a edició del Festival Internacional de Cinema de Venècia, el 1981.
És una evocació a les memòries d'infantesa de Hrabal al seu poble de Nymburk, dominat per la fàbrica de cervesa local.
Els protagonistes de la pel·lícula, Maryška i l'oncle Pepin, estan inspirats en familiars reals de Hrabal. El personatge Maryška es basa en la seva mare i, l'oncle Pepin, en el seu oncle real, un sabater que es va presentar al poble per a restar-hi dues setmanes però que s'hi va acabar quedant per 40 anys. Les espontànies anècdotes i històries que l'oncle Pepin no es cansa d'explicar, van exercir una gran influència sobre l'obra literària de Hrabal.
Segons el crític de cinema i historiador Peter Hames, Postřižiny, que en les seves escenes sovint fa referència a la comèdia muda, es tracta d'una de les millors comèdies post-Tati.

## Repartiment
| Actor / actriu original | Personatge fictici |
| ----------------------- | ------------------ |
| Magda Vášáryová         | Maryška            |
| Jiří Schmitzer          | Francin            |
| Jaromír Hanzlík         | Pepin              |
| Rudolf Hrušínský        | Dr. Gruntorád      |
| Petr Čepek              | Pán de Giogi       |
| Oldřich Vlach           | Ruzicka            |
| František Řehák         | Vejvoda            |
| Miloslav Štibich        | Bernádek           |
| Alois Liškutín          | Sefl               |
| Pavel Vondruška         | Lustig             |
| Rudolf Hrušínský        | nen                |
| Miroslav Donutil        |                    |
| Oldřich Vízner          | Doda Cervinka      |